# Besmeç
Besmeç és un tipus de köfte a la cuina turca fet amb carn de vedella sense greix i una varietat de bulgur anomenada "düyü" en turc. Per la seva elaboració s'utilitzen cebes, salça, all, julivert picat, espècies i sal.